# 邪夢パラダイス
『邪夢パラダイス』（じゃむパラダイス）は、ぶんか社より発行された水田恐竜の漫画単行本。掲載雑誌はみこすり半劇場増刊「漫画シャレダ!!」（ぶんか社）の『気分癲癇』と「まんがガウディ」（ぶんか社）の『邪夢パラダイス』の2作品を加筆・修正して単行本にまとめたものである。

## 概要
作者がぶんか社で発刊した8冊目の単行本。この作品では「尾大尽子」ネタが序盤から中盤まで登場しているのが最大の特徴である。

## 登場人物
ここでは複数回登場した人物のみ紹介する。
尾大尽子
一代で巨万の富を築いた努力と執念の女子高生で17歳。
子供の頃はおかずがメザシ一匹だけという位貧乏だったが、ある日拾った十円玉でリコちゃん電話（リカちゃんでんわのパロディ）にはじめてかけるが「リコねーこの間オーストラリアでクルージングしてきたのよー…」という自分とは正反対な環境にショックを受けて金持ちになろうと決意した（子供の頃の尽子が登場している扉絵ではエンピツとノートを手に入れるためにラジオ体操に参加しているシーンがあった）。
金持ちだがまだ使える粗大ゴミやダンボールを見逃さず集めるいうムダの無い行動をモットーとしている（ただし水道代節約のため水滴だけでプールの水を春から溜め始めたが溜まった頃にはもう冬になっていたので色々な意味でムダになってしまった）。
弁当についている葉っぱの飾りと割り箸を集めてゴルフコース（全18ホール）や木造クラブハウスを作る事が成功したが自分一人で作ったのか不明。
初期は落ち着いた性格が強調されていたが、取引の時契約をした男性が賄賂では無くお年玉に変更した時「わーい!」と子供の様に喜んだり、前述をゴルフコースや木造クラブハウスを完成させた時は「だーっ」と奇声をあげたりしていた。
商才に優れており、廃校を買い取ってラブホテルに変更した時は大繁盛させたり、プライベートビーチを「自分だけの者にするのはもったいない」と感じラブホテル風に改造した時も大繁盛だった。
初期の頃は下着道楽が唯一の趣味になっており、下着をつけては「お大尽になってよかった」と堪能していたが、下着には「じんこ」と名前がついていた（ちなみに子供の頃は貧乏だったので男の子から「ぞうきんパンツ」とバカにされていた）。
1km先の小銭が落ちた音に反応したり、十円玉を「盲牌」の様に製造年を当てる事が出来るなど小銭ですら非常にこだわりが強い。
日本の経済基盤は尽子の挙動ひとつで揺らぐ。例えば尽子が風邪を引いた時はたった一日で円高になったり、生理不順で体育を欠席した時は大恐慌寸前までいってしまった事がある（尽子曰く「あんときは笑ったね」との事）。
中盤から友人と一緒にいるネタが増えはじめ、地中海に旅行に連れていったり尽子の豪華だが貧乏性な面をつっこまれたりしていた。また尽子が盲腸で入院した時は一生のお願いとして頼まれて尽子の陰毛を剃ってあげた（手術代をまけて貰うため）。
博士
20世紀より遥か未来の科学者。「人間縮小液」や「遺伝子操作で巨大化したウグイス」等を発明した。
薄幸の少女
変質者にパイズリされた時は乳ガンが発見されたり、車に轢かれた時は変質者が肉棒から輸血して九死に一生を得るなど色々な意味でついていない様でついている女子校生。
王子様
白馬の王子様を夢見る少女を馬で迎えに来た時、少女が王子様のアソコを白馬と比べたのでキレて剣を向けた。そして歩いて迎えに来た時は少女がちらっと王子様のアソコを見たので「今ちらっと下を見たろうちらっと」とキレる非常に短気な性格。
また悪い魔法使いにネコの姿に変えられて千回の乙女のキスで呪いが解けた瞬間キスをした少女に包丁で刺されてしまうネタも登場した（少女が刺した理由は鼻をほじったり剃毛やオナニーしている所をネコの正体が王子様だと知らずに見られてしまったため）。
妖精
女の子の膣内に生息しており、女の子が大人になると会えなくなってしまう。そして女の子の宝物（卵子）を守る番兵として「あたしより強いやつでないと通さないよ」と卵子に向かってくる精子を迎撃していた。